# Juana I de Castilla
Juana I de Castilla, llamada «la Loca» (Toledo, 6 de noviembre de 1479-Tordesillas, 12 de abril de 1555), fue reina de Castilla de 1504 a 1555, y de Aragón y Navarra desde 1516 hasta 1555, si bien desde 1506 no ejerció ningún poder efectivo y a partir de 1509 vivió encerrada en Tordesillas, primero por orden de su padre, Fernando el Católico, y después por orden de su hijo, el rey Carlos I.
Por nacimiento, fue infanta de Castilla y Aragón. Desde joven, mostró signos de indiferencia religiosa que su madre trató de mantener en secreto. En 1496, contrajo matrimonio con su primo tercero Felipe el Hermoso, archiduque de Austria, duque de Borgoña y Brabante y conde de Flandes. Tuvo con él seis hijos. Por muerte de sus hermanos Juan e Isabel y de su sobrino Miguel de la Paz, se convirtió en heredera de las coronas de Castilla y de Aragón, así como en señora de Vizcaya, título que ya entonces iba unido a la corona de Castilla y que Juana heredó de su madre Isabel. A la muerte de esta en 1504 fue proclamada reina de Castilla junto a su esposo; y tras el fallecimiento de su padre, Fernando, en 1516 pasó a ser nominalmente la reina de Navarra y soberana de la corona de Aragón. Por lo tanto, el 25 de enero de 1516, se convirtió —en teoría— en la primera reina de las coronas que conformaron la actual España, aunque desde 1506 todo el poder fue ejercido primero por regentes y, desde 1516, por su hijo Carlos. El levantamiento comunero de 1520 la sacó de su cárcel y le pidió encabezar la revuelta, pero ella se negó, y cuando su hijo Carlos derrotó a los comuneros, volvió a encerrarla. Más adelante Carlos ordenaría que la obligasen a recibir los sacramentos, aunque fuese mediante tortura.
Fue apodada «la Loca» por una supuesta enfermedad mental alegada por su padre y por su hijo para apartarla del trono y mantenerla encerrada en Tordesillas de por vida. Se ha escrito que la enfermedad podría haber sido causada por los celos hacia su marido y por el dolor que sintió tras su muerte. Esta visión de su figura fue popularizada en el Romanticismo, tanto en pintura como en literatura.
La aceptación de la «locura» de doña Juana se ha mantenido en mayor o menor medida durante el siglo XX, pero está siendo revisada en el siglo XXI, sobre todo a raíz de los estudios de la investigadora estadounidense Bethany Aram y de los españoles Segura Graíño y Zalama, que han sacado a la luz nuevos datos sobre su figura.

## Infancia y juventud

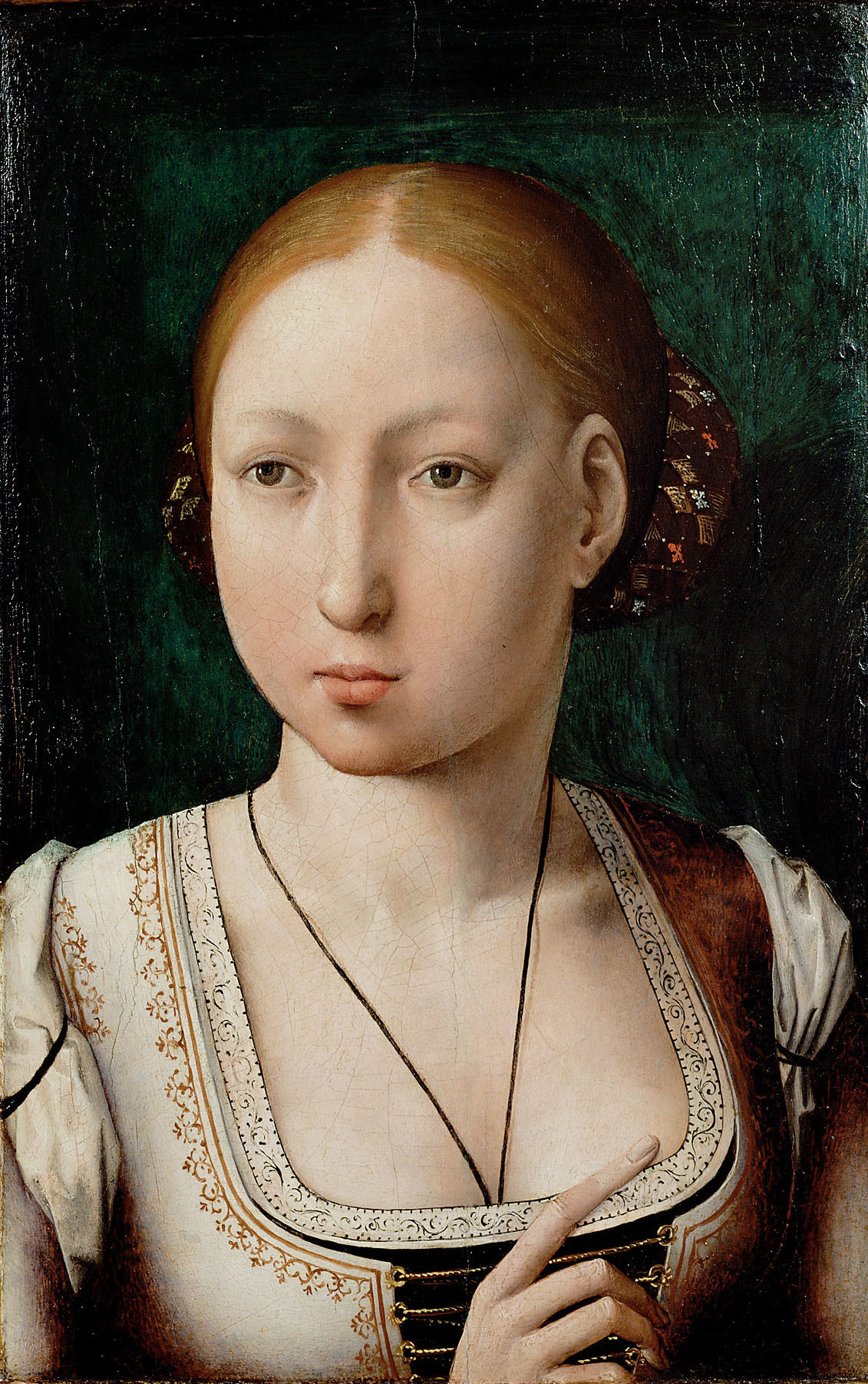
Juana I de Castilla por Juan de Flandes (Museo de Historia del Arte, Viena)

La reina Juana fue la tercera de los hijos de Fernando II de Aragón y de Isabel I de Castilla. Nació en Toledo el 6 de noviembre de 1479 y fue bautizada con el nombre del santo patrón de su familia, al igual que su hermano mayor, Juan.
Desde pequeña, recibió la educación propia de una infanta e improbable heredera al trono, basada en la obediencia más que en el gobierno, a diferencia de la exposición pública y las enseñanzas del gobierno requeridos en la instrucción de un príncipe heredero. En el estricto e itinerante ambiente de la corte castellano-aragonesa de su época, Juana estudió comportamiento religioso, urbanidad, buenas maneras propias de la corte, sin desestimar artes como la danza y la música, el entrenamiento como amazona y el conocimiento de lenguas romances propias de la península ibérica, además del francés y del latín. Entre sus principales preceptores se encontraban el sacerdote dominico Andrés de Miranda, Beatriz Galindo y su madre, la reina, que trató de moldearla a su «hechura devocional».
El manejo de la casa de la infanta y, por ende, de su ambiente inmediato estaba totalmente dominado por sus padres. La casa incluía personal religioso, oficiales administrativos, personal encargado de la alimentación, criadas y esclavas, todos seleccionados por sus padres sin intervención de ella misma. A diferencia de Juana, su hermano Juan, príncipe de Asturias y de Gerona, comenzó a hacerse cargo de su casa y de posesiones territoriales como entrenamiento en el dominio de sus futuros reinos.
Ya en 1495 Juana daba muestras de escepticismo religioso y poca devoción por el culto y los ritos cristianos. Este hecho alarmaba a su madre, que ordenó que se mantuviese en secreto.

## Matrimonio y la Armada de Flandes
Como era costumbre en la Europa de esos siglos, Isabel y Fernando negociaron los matrimonios de todos sus hijos con el fin de asegurar objetivos diplomáticos y estratégicos. A fin de reforzar los lazos con el emperador Maximiliano I de Habsburgo contra los monarcas franceses de la dinastía Valois, ofrecieron a Juana en matrimonio a su hijo, Felipe, archiduque de Austria. A cambio de este enlace, los Reyes Católicos pedían la mano de la hija de Maximiliano, Margarita de Austria, como esposa para el príncipe Juan. Con anterioridad, Juana había sido considerada para el delfín Carlos, heredero del trono francés, y en 1489 pedida en matrimonio por el rey Jacobo IV de Escocia, de la dinastía Estuardo.
En agosto de 1496, la futura archiduquesa partió de Laredo en una de las carracas genovesas al mando del capitán Juan Pérez. La flota también incluía, para demostrar el esplendor de la corona castellano-aragonesa a las tierras del norte y su poderío al hostil rey francés, otros diecinueve buques, desde naos a carabelas, con una tripulación de 3500 hombres, al mando del almirante Fadrique Enríquez de Velasco, y pilotada por Sancho de Bazán. Se le unieron asimismo unos sesenta navíos mercantes que transportaban la lana exportada cada año desde Castilla. Era la mayor flota en misión de paz montada hasta entonces en Castilla. Juana fue despedida por su madre y hermanos, e inició su rumbo hacia Flandes, hogar de su futuro esposo.
La travesía tuvo algunos contratiempos que, en primer lugar, la obligaron a tomar refugio en Portland, Inglaterra, el 31 de agosto. Cuando finalmente la flota pudo acercarse a Middelburg, Zelanda, una carraca genovesa que transportaba a 700 hombres, las vestimentas de Juana y muchos de sus efectos personales, encalló en un banco de piedras y arena y tuvo que ser abandonada.
Juana, por fin en las tierras del norte, no fue recibida por su prometido. Ello se debía a la oposición de los consejeros francófilos de Felipe a las alianzas de matrimonio pactadas por su padre el emperador. Aún en 1496, los consejeros albergaban la posibilidad de convencer a Maximiliano de la inconveniencia de una alianza con los Reyes Católicos y las virtudes de una alianza con Francia.

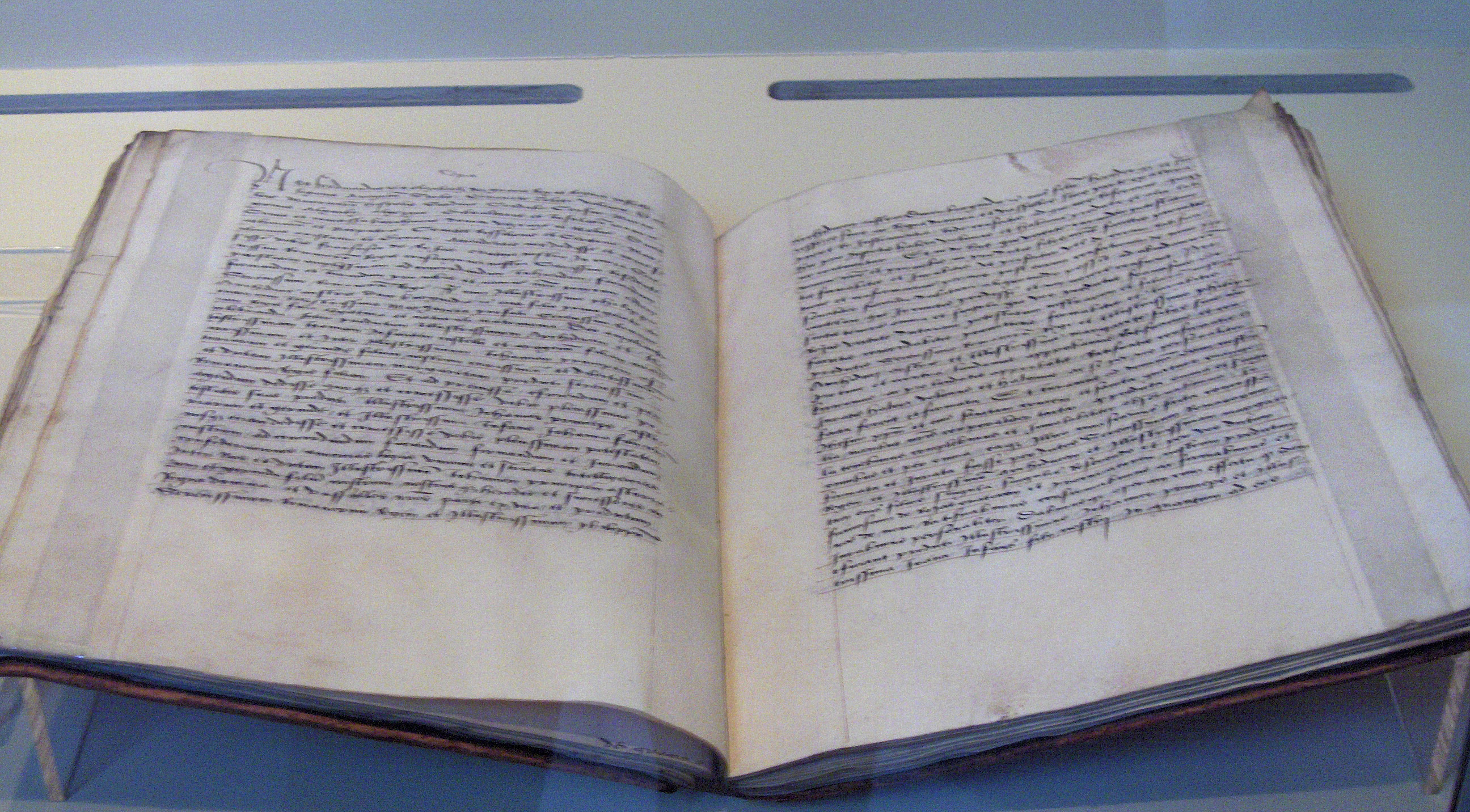
Contrato matrimonial entre Juana y Felipe el Hermoso (1495). Archivo General de Simancas.

La boda se celebró formalmente, por fin, el 20 de octubre de 1496 en la iglesia colegiata de San Gumaro de la pequeña ciudad de Lier, gracias a la influencia de la familia Berghes. El obispo de Cambrai, que posteriormente sería el líder de la facción españolista, Enrique de Bergen, realizó la ceremonia oficial de la boda. El ambiente de la corte con el que se encontró Juana era radicalmente opuesto al que vivió en su España natal. Por un lado, la sobria, religiosa y familiar corte de Fernando e Isabel contrastaba con la desinhibida y muy individualista corte borgoñona-flamenca, muy festiva y opulenta gracias al comercio de tejidos que sus mercados dominaban desde hacía un siglo y medio. En efecto, a la muerte de María de Borgoña, la casa de Felipe, de cuatro años, había sido rápidamente dominada por los grandes nobles borgoñones, principalmente a través de consejeros adeptos y fieles a sus intereses.
Aunque los futuros esposos no se conocían, se enamoraron al verse. No obstante, Felipe pronto perdió el interés en la relación, lo cual hizo nacer en Juana unos celos que han sido considerados patológicos por varios autores.
Al poco tiempo llegaron los hijos, con periodos de abstinencia conyugal que agudizaron los celos de Juana. El 15 de noviembre de 1498, en la ciudad de Lovaina (cerca de Bruselas), nació su primogénita, Leonor, llamada así en honor de la abuela paterna de Felipe, Leonor de Portugal. Juana vigilaba a su esposo todo el tiempo y, pese al avanzado estado de gestación de su segundo embarazo, del que nacería Carlos (llamado así en honor al abuelo materno de Felipe, Carlos el Temerario), el 24 de febrero de 1500, asistió a una fiesta en el palacio de Gante. Aquel mismo día tuvo a su hijo, según se dice, en un retrete del palacio. Al año siguiente, el 18 de julio de 1501, en Bruselas, nació una hija, llamada Isabel en honor de la madre de Juana, Isabel la Católica.
Varios sacerdotes enviados a Flandes por los Reyes Católicos informaron en este tiempo que Juana seguía resistiéndose a confesarse y a asistir a misa.

## Reina de Castilla
Muertos sus hermanos Juan (1497) e Isabel (1498), así como el hijo de esta, el infante portugués Miguel de Paz (1500), Juana se convirtió en heredera de Castilla y Aragón. En noviembre de 1501 Felipe y Juana, dejando a sus hijos en Flandes, emprendieron camino hacia Castilla por tierra desde Bruselas. Tardaron seis meses en llegar a Toledo, donde prestaron juramento como herederos ante las cortes castellanas en la catedral de Toledo el 22 de mayo de 1502.

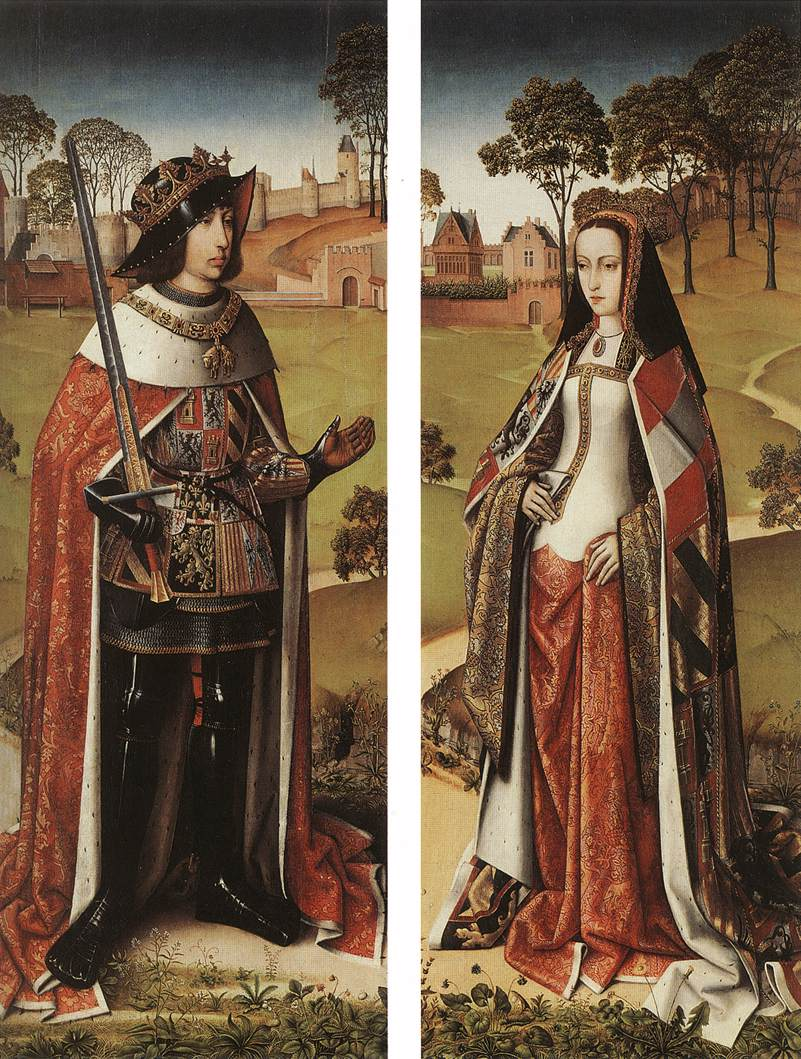
Felipe y Juana, ca. 1500.

En 1503 el marido de Juana, Felipe, regresó a Flandes a fin de resolver unos asuntos mientras que Juana, embarazada, permanecía en España a petición de sus padres, quienes deseaban que ella conociera a sus futuros súbditos. Estar alejada de su marido e hijos la sumió en una gran tristeza. El 10 de marzo de 1503, en la ciudad de Alcalá de Henares, dio a luz un hijo al que llamó Fernando en honor a su padre, Fernando el Católico. Tras el parto, y con sus tres hijos mayores en Bruselas, Juana volvió a pedir autorización para regresar a Flandes, pero su madre se opuso. La guerra con Francia convertía en inviable el camino por tierra. Ante la insistencia de Juana, Isabel ordenó al obispo Fonseca que recluyera a su hija en el castillo de la Mota. Madre e hija terminaron en disputa y, al final, Isabel consintió que Juana regresase a Flandes, donde llegó en junio de 1504. El episodio del castillo de la Mota, en el que la hija incurrió en desacato, había causado tanto disgusto a la reina que se vio obligada a justificarla delante de distintas personalidades. Rogó a su esposo que, cuando Juana llegara a Flandes, la vigilara gente de su confianza para evitar nuevos desacatos, aunque esperaba que la reunión con el esposo produjera un efecto beneficioso en el carácter de su hija.
La reina Isabel murió el 26 de noviembre de 1504, planteándose el problema de la sucesión en Castilla. Según el historiador Gustav Bergenroth, su madre desheredó a Juana en su testamento porque no iba a misa ni quería confesarse. Sin embargo, su padre, Fernando, la proclamó reina de Castilla y siguió él mismo gobernando el reino.

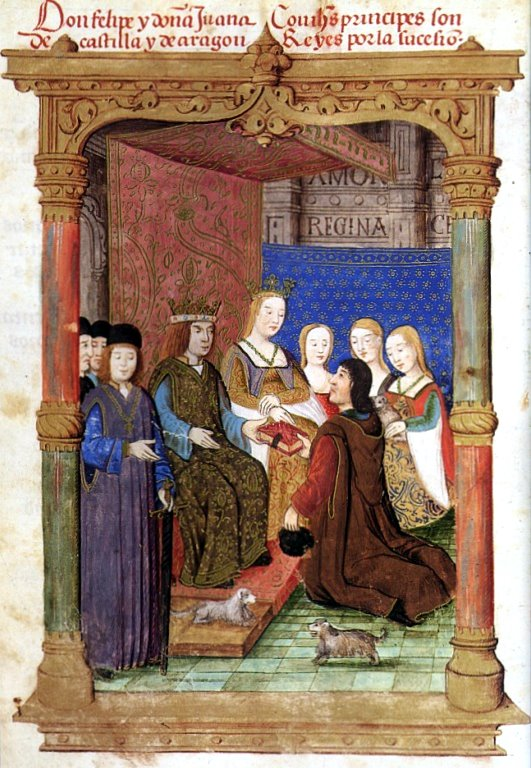
Juana y su esposo con gente de la corte

Pero el marido de Juana, el archiduque Felipe, no estaba dispuesto a renunciar al poder, y en la concordia de Salamanca (1505) se acordó el gobierno conjunto de Felipe, Fernando el Católico y la propia Juana. Entretanto, Felipe y Juana permanecieron en la corte de Bruselas, donde el 15 de septiembre de 1505 ella dio a luz a su quinto hijo, una niña llamada María (llamada así en honor a su abuela paterna, María de Borgoña). Mientras tanto, se preparó una gran flota para transportar a la nueva familia real castellana a su reino.
A finales de 1505, Felipe estaba impaciente por llegar a Castilla y por ello ordenó que zarpase la flota cuanto antes, a pesar del riesgo que suponía navegar en invierno. Partieron el 10 de enero de 1506, con 40 barcos. En el canal de la Mancha, una fuerte tormenta hundió varios navíos y dispersó al resto. Se temió por la vida de los reyes, que al final recalaron en Portland. La armada tuvo que permanecer durante tres meses en Inglaterra. En Londres, Juana pudo visitar durante un día a su hermana Catalina, a la que no veía desde hacía diez años. Zarparon de nuevo en abril de 1506 y en vez de dirigirse a Laredo, donde se los esperaba, pusieron rumbo a La Coruña, probablemente para ganar tiempo y poder reunirse con nobles castellanos antes de presentarse ante Fernando. Felipe consiguió el apoyo de la mayoría de la nobleza castellana, por lo que Fernando tuvo que firmar la concordia de Villafáfila (27 de junio de 1506) y retirarse a Aragón con una serie de compensaciones económicas. Felipe fue proclamado rey de Castilla en las Cortes de Valladolid con el nombre de Felipe I.

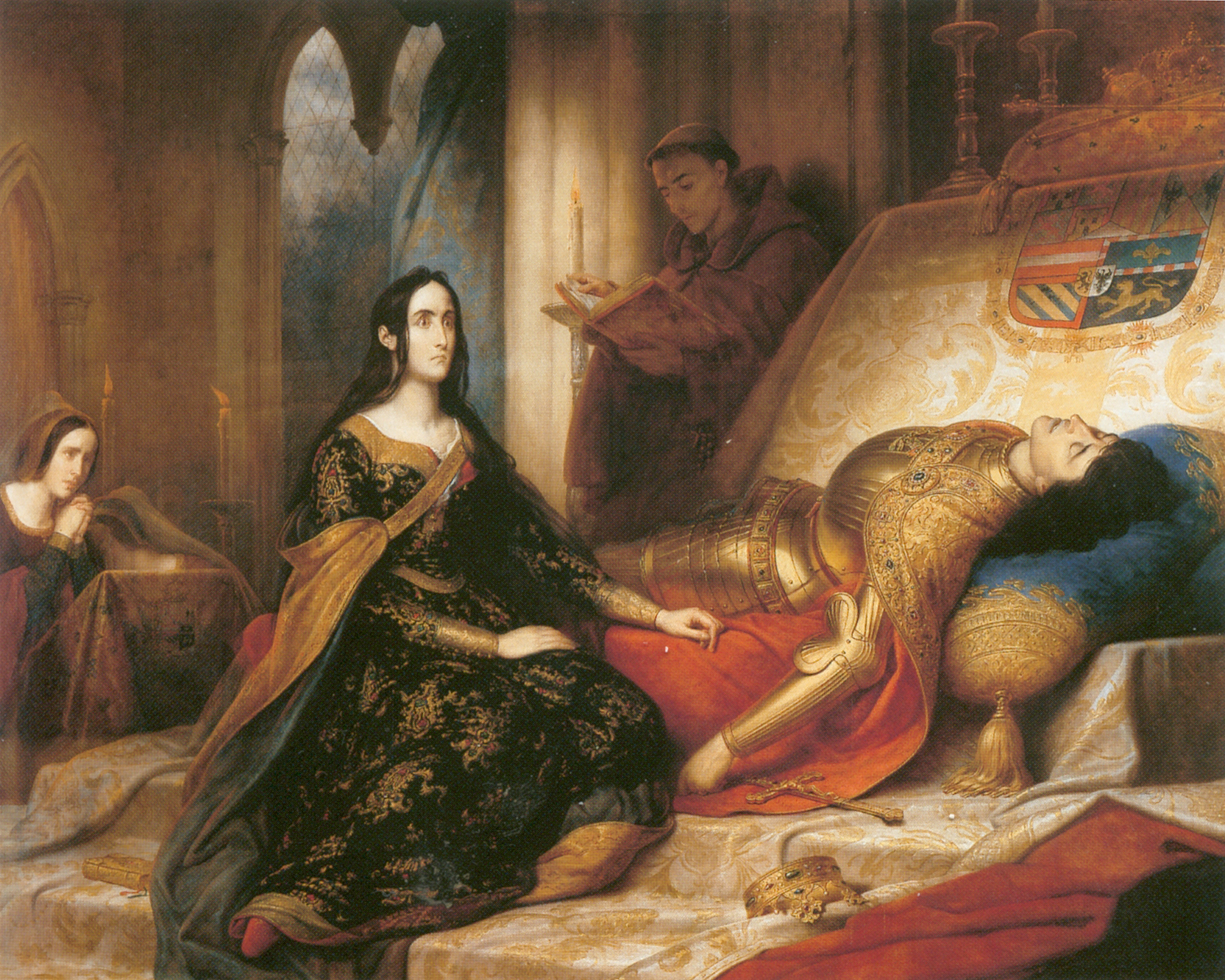
Juana la Loca (1836), por Charles de Steuben. Palais des Beaux-Arts (Lille).

El 25 de septiembre de ese año murió Felipe I el Hermoso en el Palacio de los Condestables de Castilla; según algunos, envenenado, y entonces circularon rumores sobre una supuesta locura de Juana. En ese momento ella decidió trasladar el cuerpo de su esposo desde Burgos, donde había muerto y en el que ya había recibido sepultura, hasta Granada, tal como él mismo había dispuesto viéndose morir (excepto su corazón, que deseaba que se mandase a Bruselas, como así se hizo), viajando siempre de noche. Pero su padre se mostró reacio a permitir que su yerno estuviera enterrado en Granada antes que él mismo, y los desplazamientos se limitaron en un espacio reducido en Castilla. La reina Juana no se separaría ni un momento del féretro y este traslado se prolongaría durante ocho fríos meses por tierras castellanas. Acompañaron al féretro gran número de personas, entre las que se contaban religiosos, nobles, damas de compañía, soldados y sirvientes diversos. Ello hizo que las murmuraciones sobre la locura de la reina aumentasen cada día entre los habitantes de los pueblos que atravesaban. Después de unos meses, los nobles, «obligados» por su posición a seguir a la reina, se quejaron de estar perdiendo el tiempo en esa «locura» en lugar de ocuparse, como deberían, de sus tierras.
En la ciudad de Torquemada (Palencia), el 14 de enero de 1507, Juana daba a luz a su sexto hijo y póstumo de su marido, una niña bautizada con el nombre de Catalina (llamada así en honor a su hermana pequeña, Catalina de Aragón). Como la reina carecía de partera, fue asistida en el alumbramiento por su dama María de Ulloa, quien posteriormente se convertiría en su camarera mayor.
En cuanto al gobierno del reino, el 24 de septiembre, la víspera de la muerte de Felipe I, los nobles acordaron formar un Consejo de Regencia interina para gobernar provisionalmente el reino presidido por Cisneros y formado por el almirante de Castilla, el condestable de Castilla; Pedro Manrique de Lara y Sandoval, duque de Nájera; Diego Hurtado de Mendoza y Luna, duque del Infantado; Andrés del Burgo, embajador del emperador; y Filiberto de Vere, mayordomo mayor del rey Felipe. La nobleza y las ciudades contendieron acerca de quién debía desempeñar la Regencia, pues por un lado estaban los que querían al emperador Maximiliano durante la minoría del príncipe Carlos, como los Manrique, Pacheco y Pimentel; y por otro lado, los que querían la regencia de Fernando el Católico tal y como quedó establecida en el testamento de Isabel la Católica y las cortes de Toro de 1505, como los Velasco, Enríquez, Mendoza y Álvarez de Toledo. Sin embargo, la reina Juana trató de gobernar por sí misma, revocó e invalidó las mercedes otorgadas por su marido, para lo cual intentó restaurar el Consejo Real de la época de su madre.

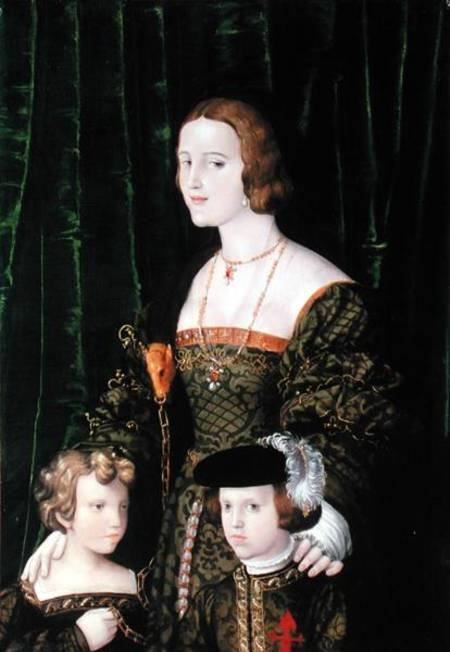
Juana con dos de sus hijos Carlos I de España y V de Alemania y Fernando, después también emperador).

Sin consultar a Juana, Cisneros acudió a Fernando el Católico para que regresara a Castilla. Pero a pesar de los intentos de Cisneros, nobles y prelados, la reina no reclamó a su padre para gobernar y de hecho llegó a prohibir la entrada del arzobispo a palacio. Para dar legalidad al nombramiento de regente a Fernando el Católico, el Consejo Real y Cisneros buscaron encauzar el vacío de poder con la convocatoria de Cortes, pero la reina se negó a convocarlas, y los procuradores abandonaron Burgos sin haberse constituido como tales.
Tras regresar de tomar posesión del Reino de Nápoles, Fernando el Católico se entrevistó con su hija el 28 de agosto de 1507, y volvió a asumir el poder en Castilla como gobernador del reino. En febrero de 1509, Fernando ordenó encerrar a Juana en Tordesillas para evitar que se formase un partido nobiliario en torno de su hija, encierro que mantendría su hijo Carlos I más adelante. El encierro de Juana también estuvo motivado para impedir las apetencias del rey de Inglaterra y el emperador sobre el gobierno de Castilla. El rey Enrique VII de Inglaterra manifestó su interés en casarse con Juana, y Fernando tuvo que salvar diplomáticamente el asunto presentando a su nieto Carlos, príncipe de Asturias, como su hijo y sucesor, y planteando el matrimonio del príncipe con María Tudor, hija del rey inglés; Enrique VII murió en 1509 y su sucesor, Enrique VIII, se casó con la hija de Fernando, Catalina de Aragón, zanjando la oposición inglesa a la regencia de Fernando. Solo quedaba la oposición del emperador Maximiliano I, que amenazó con traer a su nieto, el príncipe de Asturias, a Castilla y gobernar en su nombre, al temer que el segundo matrimonio de Fernando podría engendrar un hijo varón que podría poner en peligro la sucesión de su nieto, el príncipe Carlos. Fernando aprovechó la debilidad del emperador en Italia frente a Venecia para asegurarse un acuerdo favorable en Blois en diciembre de 1509, que respetaba la voluntad de Isabel la Católica a cambio de unas no excesivas compensaciones económicas, por lo que el emperador renunciaba a sus pretensiones de regencia en Castilla, y en las Cortes de 1510 ratificaron a Fernando como regente.

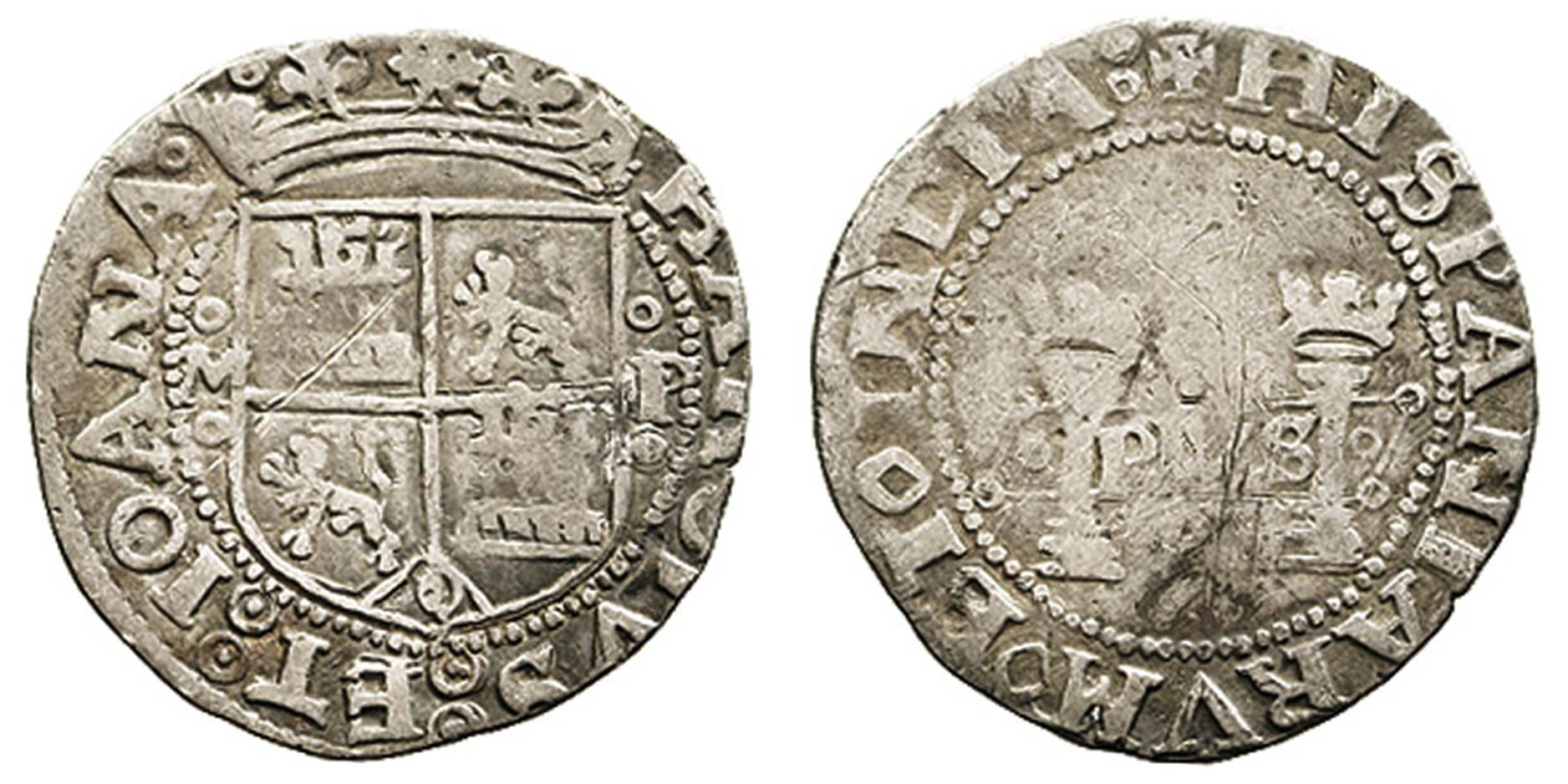
Real acuñado en México con la leyenda "Carlos y Juana, de las Españas y las Indias".

En 1515 Fernando incorporó a la Corona de Castilla el Reino de Navarra, que había conquistado tres años antes. En 1516 murió el rey y, por su testamento, Juana se convirtió en reina nominal también de Aragón. Sin embargo, varias instituciones de la Corona aragonesa no la reconocieron como tal en virtud de la complejidad institucional de los fueros. Ejercieron la regencia de Aragón el arzobispo de Zaragoza, Alonso de Aragón, hijo natural de Fernando el Católico, y la de Castilla el cardenal Cisneros hasta la llegada del príncipe Carlos desde Flandes.
Carlos se benefició de la coyuntura de la incapacidad de su madre Juana para proclamarse reina, de forma que se apropió de los títulos reales que le correspondían a su madre. Así, oficialmente, ambos, Juana y Carlos, correinaron en Castilla y Aragón. De hecho, Juana nunca fue declarada incapaz por las Cortes de Castilla ni se le retiró el título de reina. Mientras vivió, en los documentos oficiales debía figurar en primer lugar el nombre de la reina Juana. Pero, en la práctica, Juana no tuvo ningún poder real porque Carlos mantuvo a su madre encerrada. De hecho, ordenó que la obligasen a asistir a misa y confesarse, empleando tortura si fuere necesario.

## Encierro en Tordesillas

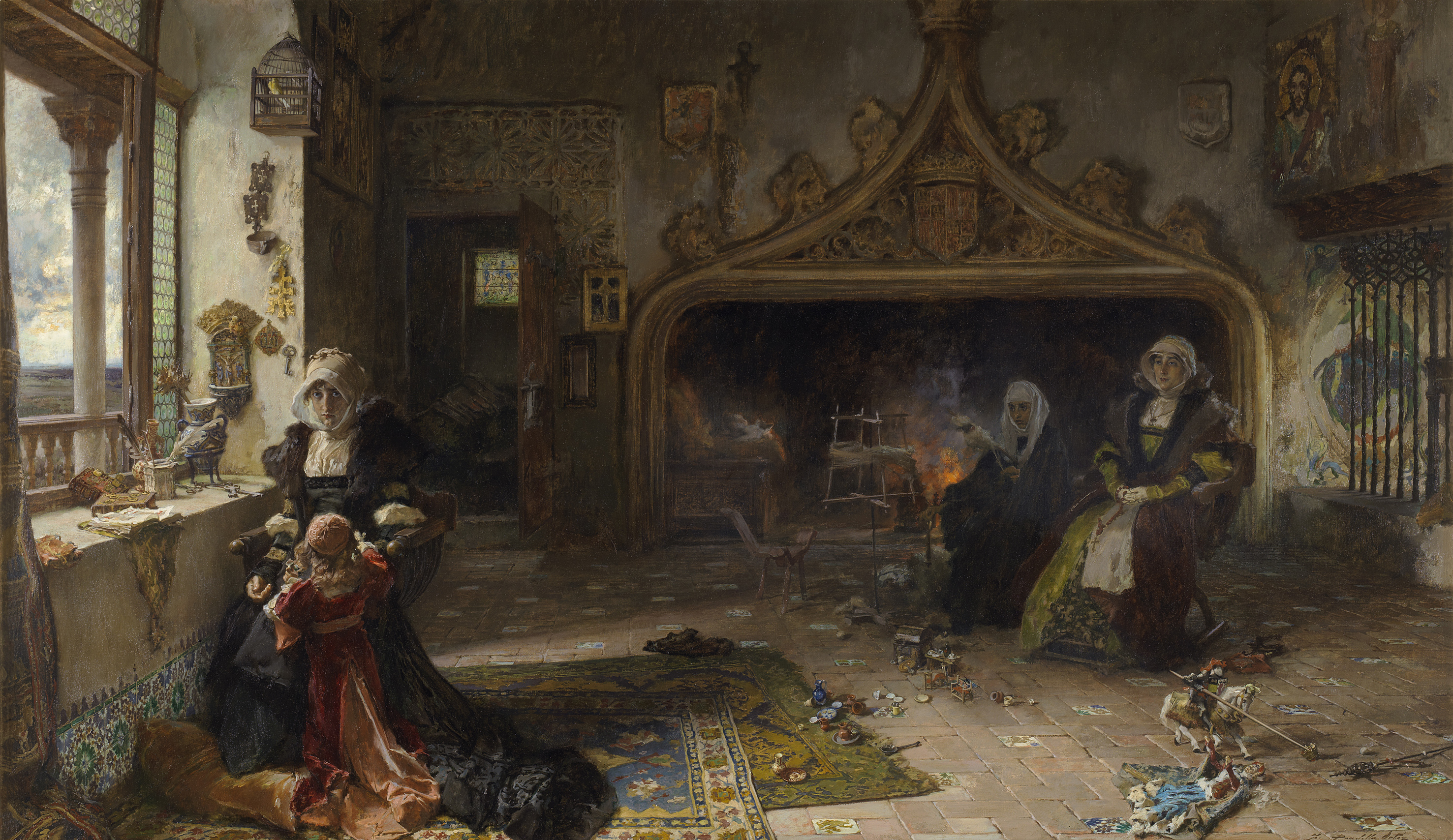
Francisco Pradilla, La reina doña Juana la Loca, recluida en Tordesillas con su hija, la infanta doña Catalina, 1906.

Desde que su padre la recluyera, en 1509, la reina Juana permaneció cuarenta y seis años en una casona-palacio-cárcel de Tordesillas, vestida siempre de negro y con la única compañía de su última hija, Catalina, hasta que esta salió en 1525 para casarse con Juan III de Portugal. Murió el 12 de abril de 1555. Según algunos autores, Juana y su hija fueron ninguneadas y maltratadas física y psicológicamente por sus carceleros. Especialmente duros fueron los largos años de servicio de los segundos marqueses de Denia, Bernardo de Sandoval y Rojas y su esposa, Francisca Enríquez. El marqués cumplió su función con gran celo, como parecía jactarse en una carta dirigida al emperador en la que aseguraba que, aunque doña Juana se lamentaba constantemente diciendo que la tenía encerrada «como presa» y que quería ver a los grandes, «porque se quiere quejar de cómo la tienen», el rey debía estar tranquilo, porque él controlaba la situación y sabía dar largas a esas peticiones. El confinamiento de doña Juana, por su presunta incapacidad mental, era esencial para la legitimidad en el trono castellano, primero de su padre, Fernando, y después de su hijo, Carlos I. Ante cualquier sospecha de que la reina estaba, en realidad, mentalmente estable, los adversarios del nuevo rey podrían derrocarlo por usurpador. De ahí que la figura de doña Juana se convirtiera en una pieza clave para legitimar el movimiento de las Comunidades.
Los reyes Fernando y Carlos trataron de borrar cualquier vestigio documental del encierro de la reina Juana. No existe rastro alguno de la correspondencia intercambiada entre Fernando y Luis Ferrer; y Carlos V parece haber tenido el mismo cuidado. Incluso Felipe II ordenó quemar ciertos papeles relativos a su abuela. En la documentación conservada sobre su Casa Real, como son las cuentas tomadas por su tesorero, el vitoriano Ochoa de Landa, se puede encontrar valiosa información al respecto.

## Movimiento comunero
El levantamiento comunero (1520) la reconoció como soberana en su lucha contra Carlos I. Después del incendio de Medina del Campo, el gobierno del cardenal Adriano de Utrecht se tambaleó. Muchas ciudades y villas se sumaron a la causa comunera, y los vecinos de Tordesillas asaltaron el palacio de la reina obligando al marqués de Denia a aceptar que una comisión de los asaltantes hablara con doña Juana. Entonces se enteró la reina de la muerte de su padre y de los acontecimientos que se habían producido en Castilla desde ese momento. Días más tarde Juan de Padilla se entrevistó con ella, explicándole que la Junta de Ávila se proponía acabar con los abusos cometidos por los flamencos y proteger a la reina de Castilla, devolviéndole el poder que le había sido arrebatado, si es que ella lo deseaba. A lo cual doña Juana respondió: «Sí, sí, estad aquí a mi servicio y avisadme de todo y castigad a los malos». El entusiasmo comunero, después de esas palabras, fue enorme. Su causa parecía legitimada por el apoyo de la reina.

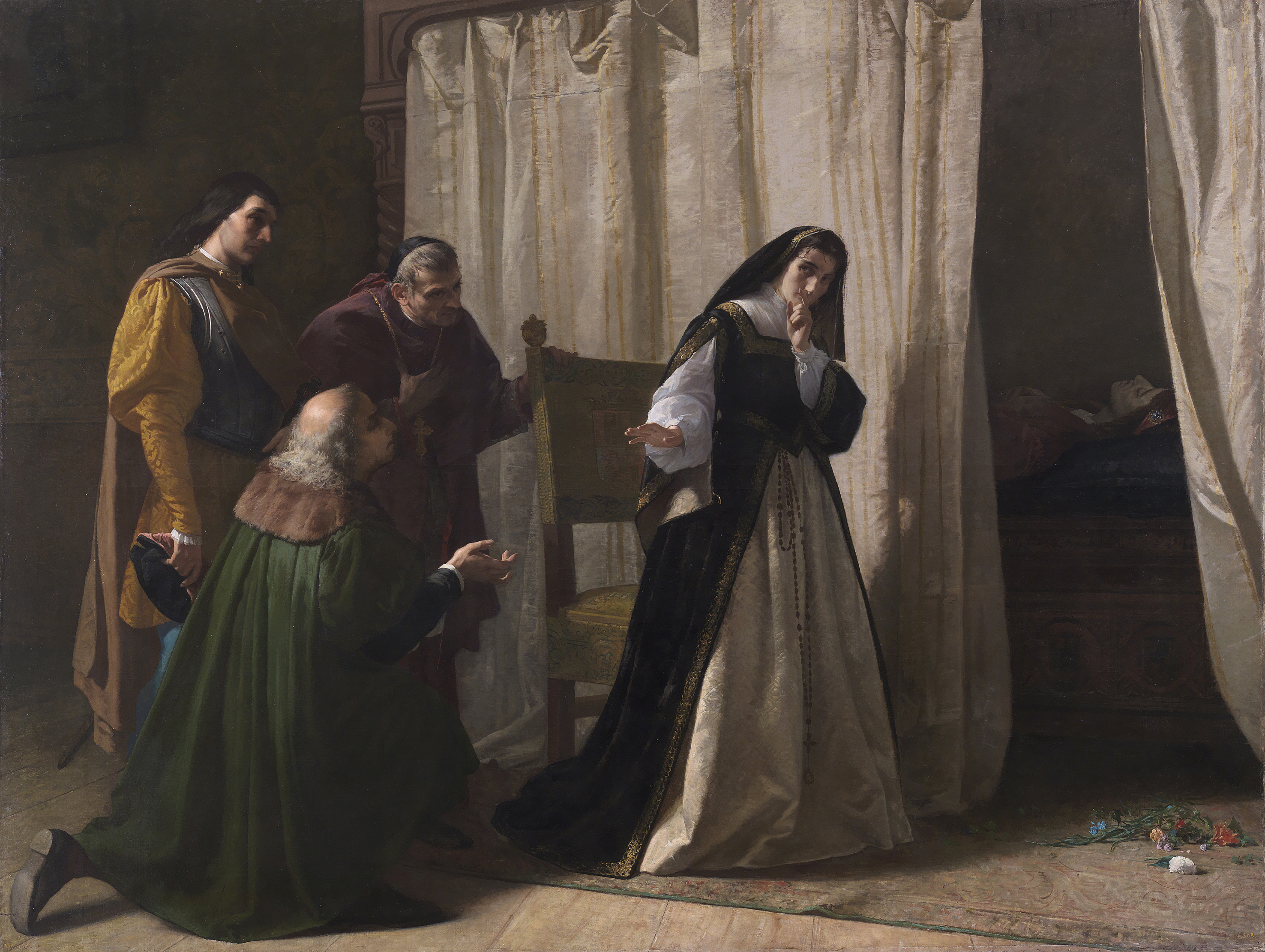
La Demencia de Doña Juana (1867), de Lorenzo Vallés. Museo del Prado (Madrid).

A partir de ahí el objetivo de los comuneros sería, en primer lugar, demostrar que doña Juana no estaba loca y que todo había sido un complot, iniciado en 1506, para apartarla del poder; y después, que la reina, además de con sus palabras, avalara con su firma los acuerdos que se fueran tomando. Para ello, la Junta de Ávila se trasladó a Tordesillas, que se convertiría por algún tiempo en centro de actuación de los comuneros. Después de estos cambios, todos, incluso el cardenal, afirmaban que doña Juana «parece otra» porque se interesaba por las cosas, salía, conversaba, cuidaba de su personal y, por si fuera poco, pronunciaba unas atinadas y elocuentes palabras ante los procuradores de la Junta; palabras que recogieron notarios y se comenzaron a difundir. Pero la Junta necesitaba algo más que palabras de la reina, necesitaba documentos, necesitaba la firma real para validar sus actuaciones. Una firma que podía suponer el final del reinado de Carlos, como recuerda a este el cardenal Adriano: «Si firmase su alteza, que sin duda alguna todo el Reino se perderá». Pero en esto los comuneros, como antes los partidarios del rey, tropezaron con la férrea negativa de doña Juana, a la que ni ruegos ni amenazas hicieron firmar papel alguno.
A finales de 1520, el ejército imperial entró en Tordesillas, restableciendo en su cargo al marqués de Denia. Juana volvió a ser una reina cautiva, como aseguraba su hija Catalina, cuando comunicaba al emperador que a su madre no la dejaban siquiera pasear por el corredor que daba al río: «Y la encierran en su cámara que no tiene luz ninguna».

## Últimos años

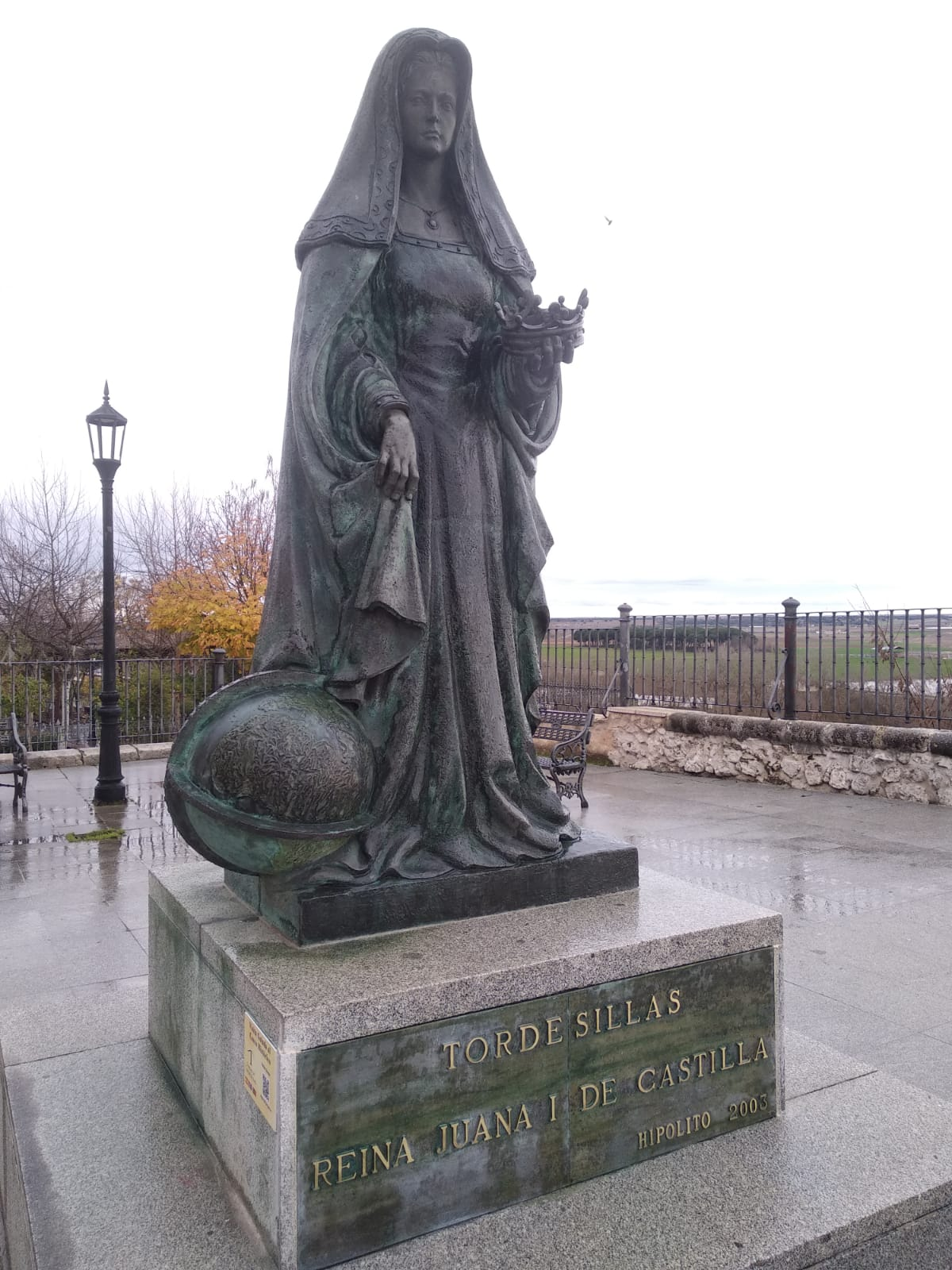
Estatua de Juana I en Tordesillas, lugar donde estuvo cautiva en sus últimos años.

La vida de doña Juana se deterioró progresivamente, como testimoniaron los pocos que consiguieron visitarla. Sobre todo cuando su hija menor, que procuró protegerla frente al despótico trato del marqués de Denia, tuvo que abandonarla en 1525 para contraer matrimonio con el rey de Portugal. Desde ese momento, los episodios depresivos se sucedieron cada vez con más intensidad.
En los últimos años, a la presunta enfermedad mental se unía la física, completamente cierta. Tenía grandes dificultades en las piernas, las cuales finalmente se le paralizaron. Entonces volvió a ser objeto de discusión su indiferencia religiosa, sugiriendo algunos religiosos que podía estar endemoniada. Por ello, su nieto, Felipe II, pidió a un jesuita, el futuro san Francisco de Borja, que la visitara y averiguara qué había de cierto en todo ello. Después de hablar con ella, el jesuita aseguró que las acusaciones carecían de fundamento y que, dado su estado mental, quizá la reina no había sido tratada adecuadamente. Su dictamen fue «que encontrándola muy mejorada, podía recibir la extremaunción, aunque no lo estaba para la comunión». Sus últimas palabras fueron «Jesucristo crucificado sea conmigo».

## Controversia sobre su salud mental
La versión oficial en el siglo XVI fue que la reina Juana había sido retirada del trono por su incapacidad debida a una enfermedad mental. Se ha escrito que pudo padecer de melancolía,trastorno depresivo severo, psicosis, esquizofrenia heredada o, más recientemente, un trastorno esquizoafectivo. Hay debate sobre el diagnóstico de su enfermedad mental, considerando que sus síntomas se agravaron por un confinamiento forzoso y el sometimiento a otras personas. También se ha especulado que pudo heredar alguna enfermedad mental de la familia de su madre, ya que su abuela materna, Isabel de Portugal, reina de Castilla, padeció por lo mismo durante su viudez después de que su hijastro la exiliara a Arévalo, en Ávila.
Gustav Bergenroth fue el primero, en los años 1860, que halló documentos en Simancas y en otros archivos que mostraban que la hasta entonces llamada Juana «la Loca» en realidad habría sido víctima de una confabulación tramada por su padre, Fernando el Católico, y luego confirmada por su hijo, Carlos I.
María Lara Martínez en su libro Juana I, la reina cuerda trata de dar respuesta también a la que llama historia oficial que habría privado a Juana de ocupar el trono para el que había sido designada como heredera por su madre Isabel I de Castilla, cuya voluntad fue desoída por su padre, Fernando II de Aragón, su esposo, Felipe I de Castilla, y su hijo, el emperador Carlos V.

## La reina Juana en el arte

### En el Romanticismo

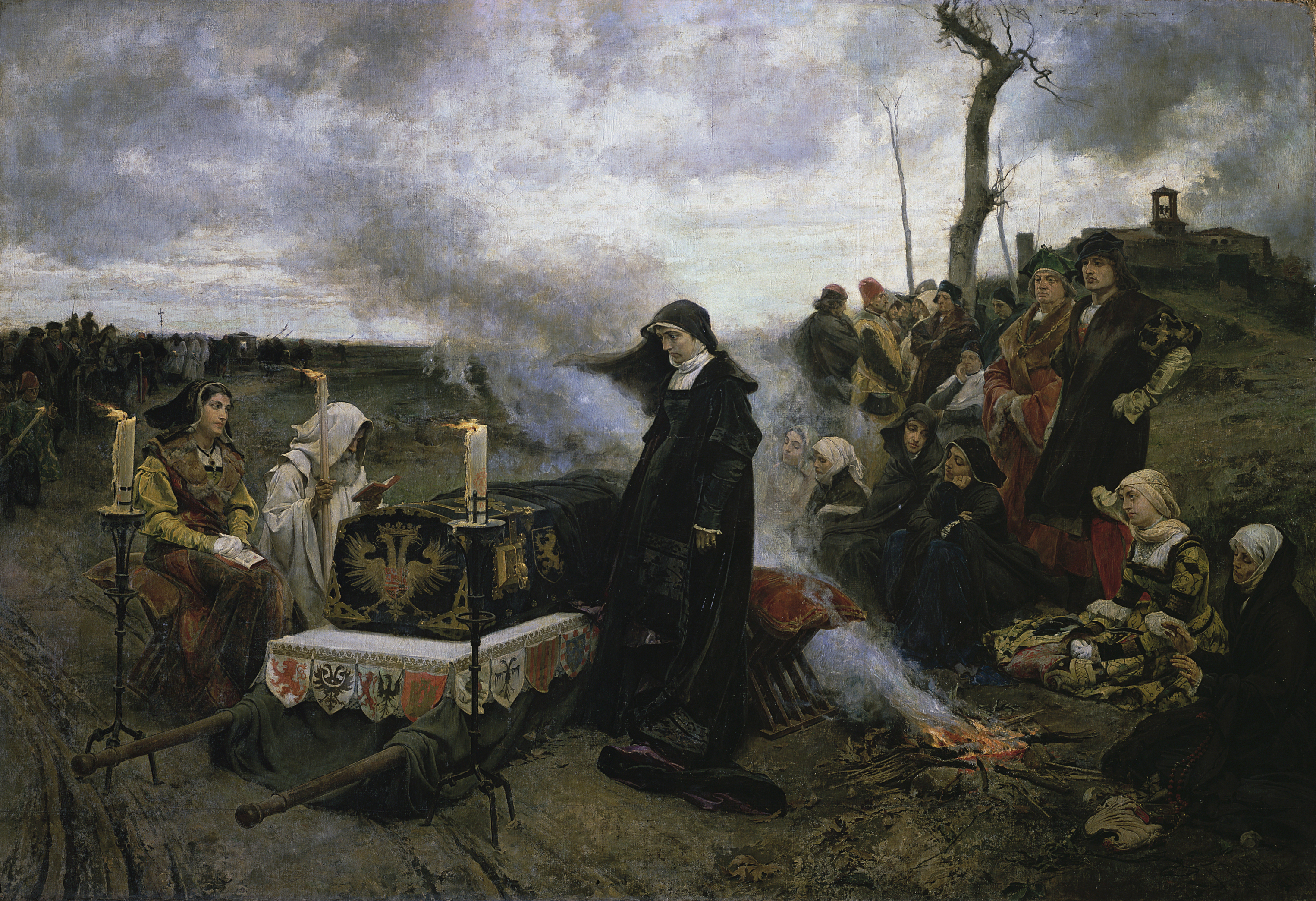
Doña Juana "la Loca" (1877), de Francisco Pradilla. Museo del Prado (Madrid).

El recuerdo de Juana se fue desvaneciendo con el paso del tiempo pero su figura resultó muy atractiva para el romanticismo, porque reunía una serie de características muy valoradas por este: la pasión arrebatadora de un amor no correspondido, la locura por desamor y los celos desmedidos. En 1836, el pintor francés Charles de Steuben plasmó en un cuadro todos los tópicos de la leyenda sobre la reina y más tarde en España se dio rienda suelta a la imaginación y se fijó la imagen de la locura por amor de Juana.
Numerosos artistas consagraron alguna de sus obras al personaje, como Eusebio Asquerino y Gregorio Romero de Larrañaga (Felipe el Hermoso), Manuel Tamayo y Baus (Locura de amor), Emilio Serrano (Doña Juana la Loca), Lorenzo Vallés (La demencia de doña Juana de Castilla) y Santiago Sevilla (Juana la Loca, Tragedia en Cuatro Actos). Pero, sin duda, la obra más famosa inspirada en la reina fue el cuadro Doña Juana "la Loca" (1877), de Francisco Pradilla y Ortiz, actualmente en el Museo del Prado.

### Teatro

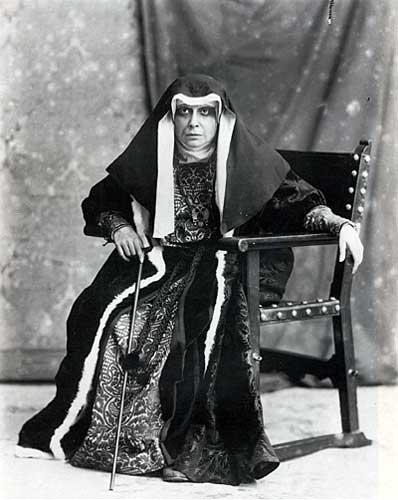
La actriz Margarita Xirgu caracterizada como la reina Juana en el estreno de la obra Santa Juana de Castilla

Los últimos meses de la vida de la reina se recrean en la obra de teatro Santa Juana de Castilla, de Benito Pérez Galdós, estrenada en el Teatro María Guerrero de Madrid el 8 de mayo de 1918, con un elenco encabezado por la actriz Margarita Xirgu en el papel de la reina.
El personaje también es recreado en la pieza El Cardenal de España (1960), del francés Henry de Montherlant, centrada en los últimos meses de la vida del Cardenal Cisneros. En el estreno mundial, en París, el personaje fue interpretado por la actriz francesa Louise Conte y en la adaptación española, de 1962, por Luisa Sala.
En la obra Los Comuneros (1974), de Ana Diosdado, la reina Juana aparece como uno de los personajes principales, interpretado por Irene Gutiérrez Caba. Curiosamente, tres años más tarde el personaje sería interpretado por su hermana Julia y cuarenta años más tarde, por su nieta Irene Escolar, en ambos casos para la televisión.
En 2012, con su obra Juana la loca, María Jesús Romero se adentró en las reflexiones de doña Juana, a la que muestra atrapada en una profunda crisis de identidad. Se trata de un monólogo para una sola actriz, que no ha sido llevado al teatro. En 2013 se estrenó Juana, la reina que no quiso reinar, de Jesús Carazo, obra en la que aparece una Juana cercana al mito romántico: casada de adolescente contra su voluntad y encerrada después durante cuarenta y seis años por la única locura de ser mujer antes que reina y defender el amor por encima del poder. En este caso, doña Juana es interpretada por Gema Matarranz.
En 2016 el personaje histórico fue interpretado por Concha Velasco en un monólogo titulado Reina Juana, escrito por Ernesto Caballero y dirigido por Gerardo Vera, y estrenado el 28 de abril de 2016 en el Teatro de La Abadía de Madrid. El argumento arranca con la confesión de Juana I de Castilla ante el padre Francisco de Borja la noche anterior a su muerte. A partir de ahí la reina va desgranando los momentos más importantes de su vida, mientras en su divagar induce al espectador a recorrer una buena parte de la historia de España. En este gran flashback, doña Juana alza la voz con lucidez contra todos aquellos que la llevaron al destierro convirtiéndola en una sombra: primero su marido, Felipe el Hermoso; después su padre, Fernando el Católico, que la recluye en Tordesillas; y finalmente, su hijo Carlos V, que la ignora. Según la visión del autor, todos ellos la hicieron pasar por enajenada para poder incapacitarla en sus funciones y dar rienda suelta a sus ambiciones.

### Cine
| Año  | Título                                    | Director          | Actriz               |
| ---- | ----------------------------------------- | ----------------- | -------------------- |
| 1948 | Locura de amor                            | Juan de Orduña    | Aurora Bautista      |
| 1982 | Cristóbal Colón, de oficio... descubridor | Mariano Ozores    | Beatriz Elorrieta    |
| 1983 | Juana la loca... de vez en cuando         | José Ramón Larraz | Beatriz Elorrieta    |
| 2001 | Juana la Loca                             | Vicente Aranda    | Pilar López de Ayala |
| 2016 | La corona partida                         | Jordi Frades      | Irene Escolar        |

### Televisión
| Año  | Título                | Episodio                       | Director(a)           | Actriz               |
| ---- | --------------------- | ------------------------------ | --------------------- | -------------------- |
| 1977 | Mujeres insólitas     | La reina loca de amor          | Cayetano Luca de Tena | Julia Gutiérrez Caba |
| 1978 | Estudio 1             | Los Comuneros                  | José Antonio Páramo   | Lola Herrera         |
| 2014 | Borgia                | Tercera temporada, episodio 13 | Tom Fontana           | Miriam Stein         |
| 2014 | Isabel                | Tercera temporada              | Jordi Frades          | Irene Escolar        |
| 2015 | Carlos, Rey Emperador | Primera temporada              | Oriol Ferrer          | Laia Marull          |
| 2019 | The Spanish Princess  | Un secuestro educado           | Lisa Clarke           | Alba Galocha         |

### Óperas
- Gian Carlo Menotti. La Loca (The Madwoman), 1979. compuesta para la soprano Beverly Sills estrenada en la San Diego Opera.
- Enric Palomar (música) y Rebecca Simpson (libreto): Juana, estreno absoluto en la Ópera de Halle, Alemania, en 2005. Editorial Mondigromax.
- Juana sin cielo de Alberto García Demestres y libreto de Antonio Carvajal. Ópera en un acto estrenada estrenada en Granada en 2019 con la soprano María Katzarava en el papel protagonista.[40]

### Novelas
- El pergamino de la seducción (2005), de Gioconda Belli
- Juana, la reina traicionada (2021), de Álber Vázquez
- La loca (2022), de Cristina Fallarás

### Poesía
- Elegía a Doña Juana la Loca (1919), de Federico García Lorca[41]

### Canciones
- La reina Juana, pasodoble cuyos autores son Rodríguez Algarra y Salvador Guerrero Reyes, pero que popularizó en los años 50 Antonio Amaya.[42]
- Romance de la reina Juana, con letra de Luis López Álvarez y música de Amancio Prada.
- Juana, la loca, con letra y música de Joaquín Sabina.

### Arte
- En 1984, el artista alemán Wolf Vostell creó un ciclo de cuadros con el título Homenaje a Juana La Loca.[43]

## Homenajes

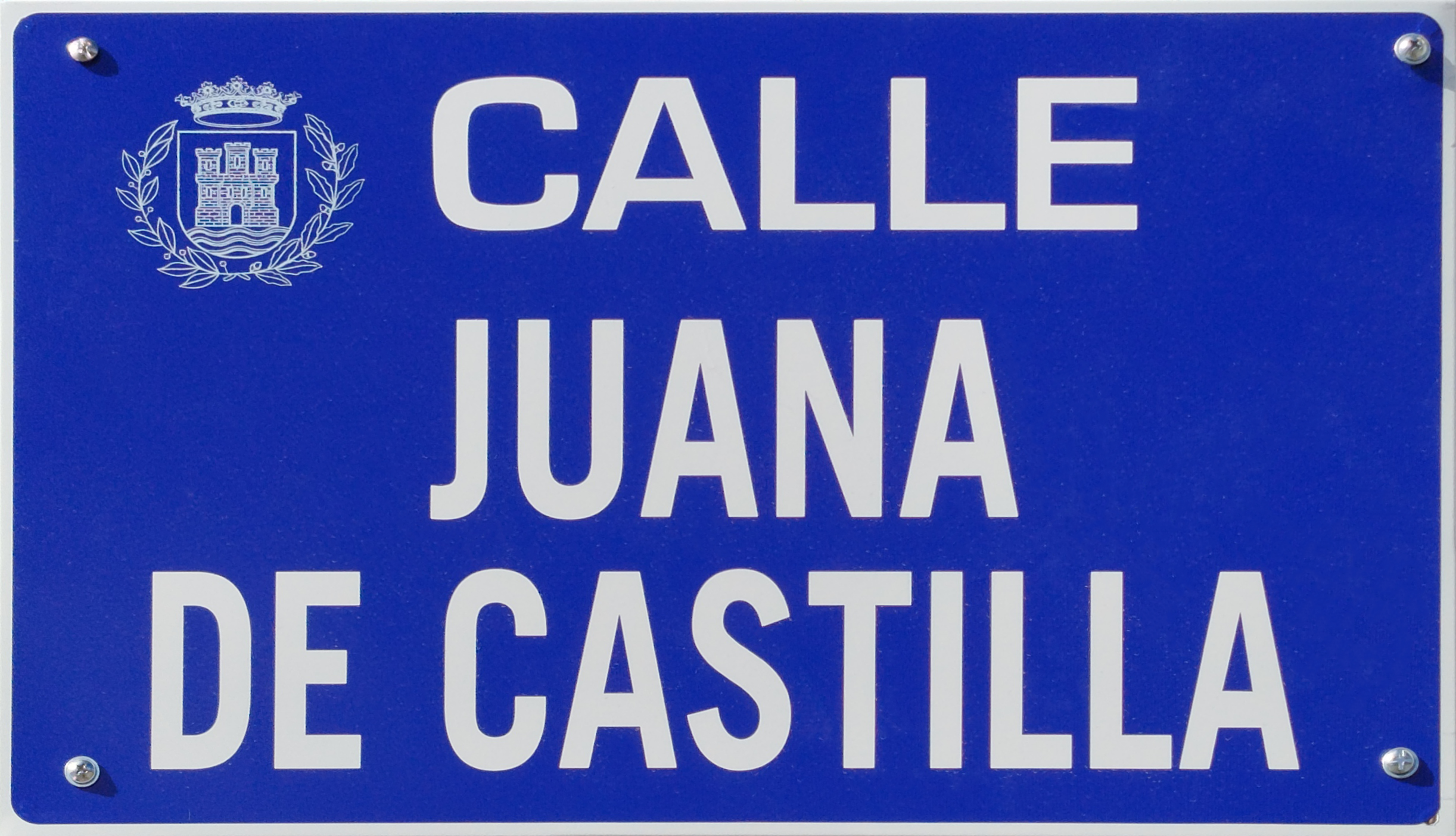
Calle Juana de Castilla en Alcalá de Henares.

En 2014, la calle de Leopoldo de Castro de Valladolid fue rebautizada como calle de Juana de Castilla. En Alcalá de Henares tiene dedicada una calle con su nombre; esta ciudad la visitó varias veces y en ella tuvo a su cuarto hijo, Fernando, el que años después sería emperador del Sacro Imperio Romano Germánico.

## Ascendencia
| \| \| \| \| \| \| \| \| \| \| \| \| \| \| \| \| \| \| \| \| 16. Juan I de Castilla \| \| \| \| \| \| \| \| \| \| \| \| \| \| \| \| \| \| \| \| \| \| \| \| \| \| \| \| \| \| \| \| \| \| \| \| \| \| \| \| \| \| \| \| \| \| \| \| \| \| \| \| \| \| 8. Fernando I de Aragón \| \| \| \| \| \| \| \| \| \| \| \| \| \| \| \| \| \| \| \| \| \| \| \| \| \| \| \| \| \| \| \| \| \| \| \| \| \| \| \| \| \| \| \| \| \| \| \| \| \| \| \| \| \| 17. Leonor de Aragón \| \| \| \| \| \| \| \| \| \| \| \| \| \| \| \| \| \| \| \| \| \| \| \| \| \| \| \| \| \| \| \| \| \| \| \| \| \| \| \| \| \| \| \| \| \| \| \| \| \| \| \| \| \| 4. Juan II de Aragón \| \| \| \| \| \| \| \| \| \| \| \| \| \| \| \| \| \| \| \| \| \| \| \| \| \| \| \| \| \| \| \| \| \| \| \| \| \| \| \| \| \| \| \| \| \| \| \| \| \| \| \| \| \| 18. Sancho de Castilla \| \| \| \| \| \| \| \| \| \| \| \| \| \| \| \| \| \| \| \| \| \| \| \| \| \| \| \| \| \| \| \| \| \| \| \| \| \| \| \| \| \| \| \| \| \| \| \| \| \| \| \| \| \| 9. Leonor de Alburquerque \| \| \| \| \| \| \| \| \| \| \| \| \| \| \| \| \| \| \| \| \| \| \| \| \| \| \| \| \| \| \| \| \| \| \| \| \| \| \| \| \| \| \| \| \| \| \| \| \| \| \| \| \| \| 19. Beatriz de Portugal \| \| \| \| \| \| \| \| \| \| \| \| \| \| \| \| \| \| \| \| \| \| \| \| \| \| \| \| \| \| \| \| \| \| \| \| \| \| \| \| \| \| \| \| \| \| \| \| \| \| \| \| \| \| 2. Fernando II de Aragón \| \| \| \| \| \| \| \| \| \| \| \| \| \| \| \| \| \| \| \| \| \| \| \| \| \| \| \| \| \| \| \| \| \| \| \| \| \| \| \| \| \| \| \| \| \| \| \| \| \| \| \| \| \| 20. Alfonso Enríquez de Castilla \| \| \| \| \| \| \| \| \| \| \| \| \| \| \| \| \| \| \| \| \| \| \| \| \| \| \| \| \| \| \| \| \| \| \| \| \| \| \| \| \| \| \| \| \| \| \| \| \| \| \| \| \| \| 10. Fadrique Enríquez \| \| \| \| \| \| \| \| \| \| \| \| \| \| \| \| \| \| \| \| \| \| \| \| \| \| \| \| \| \| \| \| \| \| \| \| \| \| \| \| \| \| \| \| \| \| \| \| \| \| \| \| \| \| 21. Juana de Mendoza \| \| \| \| \| \| \| \| \| \| \| \| \| \| \| \| \| \| \| \| \| \| \| \| \| \| \| \| \| \| \| \| \| \| \| \| \| \| \| \| \| \| \| \| \| \| \| \| \| \| \| \| \| \| 5. Juana Enríquez \| \| \| \| \| \| \| \| \| \| \| \| \| \| \| \| \| \| \| \| \| \| \| \| \| \| \| \| \| \| \| \| \| \| \| \| \| \| \| \| \| \| \| \| \| \| \| \| \| \| \| \| \| \| 22. Diego Fernández de Córdoba \| \| \| \| \| \| \| \| \| \| \| \| \| \| \| \| \| \| \| \| \| \| \| \| \| \| \| \| \| \| \| \| \| \| \| \| \| \| \| \| \| \| \| \| \| \| \| \| \| \| \| \| \| \| 11. Marina Fernández de Córdoba \| \| \| \| \| \| \| \| \| \| \| \| \| \| \| \| \| \| \| \| \| \| \| \| \| \| \| \| \| \| \| \| \| \| \| \| \| \| \| \| \| \| \| \| \| \| \| \| \| \| \| \| \| \| 23. Inés de Ayala \| \| \| \| \| \| \| \| \| \| \| \| \| \| \| \| \| \| \| \| \| \| \| \| \| \| \| \| \| \| \| \| \| \| \| \| \| \| \| \| \| \| \| \| \| \| \| \| \| \| \| \| \| \| 1. Juana I de Castilla \| \| \| \| \| \| \| \| \| \| \| \| \| \| \| \| \| \| \| \| \| \| \| \| \| \| \| \| \| \| \| \| \| \| \| \| \| \| \| \| \| \| \| \| \| \| \| \| \| \| \| \| \| \| 24. Juan I de Castilla (=16) \| \| \| \| \| \| \| \| \| \| \| \| \| \| \| \| \| \| \| \| \| \| \| \| \| \| \| \| \| \| \| \| \| \| \| \| \| \| \| \| \| \| \| \| \| \| \| \| \| \| \| \| \| \| 12. Enrique III de Castilla \| \| \| \| \| \| \| \| \| \| \| \| \| \| \| \| \| \| \| \| \| \| \| \| \| \| \| \| \| \| \| \| \| \| \| \| \| \| \| \| \| \| \| \| \| \| \| \| \| \| \| \| \| \| 25. Leonor de Aragón (=17) \| \| \| \| \| \| \| \| \| \| \| \| \| \| \| \| \| \| \| \| \| \| \| \| \| \| \| \| \| \| \| \| \| \| \| \| \| \| \| \| \| \| \| \| \| \| \| \| \| \| \| \| \| \| 6. Juan II de Castilla \| \| \| \| \| \| \| \| \| \| \| \| \| \| \| \| \| \| \| \| \| \| \| \| \| \| \| \| \| \| \| \| \| \| \| \| \| \| \| \| \| \| \| \| \| \| \| \| \| \| \| \| \| \| 26. Juan de Gante \| \| \| \| \| \| \| \| \| \| \| \| \| \| \| \| \| \| \| \| \| \| \| \| \| \| \| \| \| \| \| \| \| \| \| \| \| \| \| \| \| \| \| \| \| \| \| \| \| \| \| \| \| \| 13. Catalina de Lancáster \| \| \| \| \| \| \| \| \| \| \| \| \| \| \| \| \| \| \| \| \| \| \| \| \| \| \| \| \| \| \| \| \| \| \| \| \| \| \| \| \| \| \| \| \| \| \| \| \| \| \| \| \| \| 27. Constanza de Castilla \| \| \| \| \| \| \| \| \| \| \| \| \| \| \| \| \| \| \| \| \| \| \| \| \| \| \| \| \| \| \| \| \| \| \| \| \| \| \| \| \| \| \| \| \| \| \| \| \| \| \| \| \| \| 3. Isabel I de Castilla \| \| \| \| \| \| \| \| \| \| \| \| \| \| \| \| \| \| \| \| \| \| \| \| \| \| \| \| \| \| \| \| \| \| \| \| \| \| \| \| \| \| \| \| \| \| \| \| \| \| \| \| \| \| 28. Juan I de Portugal \| \| \| \| \| \| \| \| \| \| \| \| \| \| \| \| \| \| \| \| \| \| \| \| \| \| \| \| \| \| \| \| \| \| \| \| \| \| \| \| \| \| \| \| \| \| \| \| \| \| \| \| \| \| 14. Juan de Portugal \| \| \| \| \| \| \| \| \| \| \| \| \| \| \| \| \| \| \| \| \| \| \| \| \| \| \| \| \| \| \| \| \| \| \| \| \| \| \| \| \| \| \| \| \| \| \| \| \| \| \| \| \| \| 29. Felipa de Lancaster \| \| \| \| \| \| \| \| \| \| \| \| \| \| \| \| \| \| \| \| \| \| \| \| \| \| \| \| \| \| \| \| \| \| \| \| \| \| \| \| \| \| \| \| \| \| \| \| \| \| \| \| \| \| 7. Isabel de Portugal \| \| \| \| \| \| \| \| \| \| \| \| \| \| \| \| \| \| \| \| \| \| \| \| \| \| \| \| \| \| \| \| \| \| \| \| \| \| \| \| \| \| \| \| \| \| \| \| \| \| \| \| \| \| 30. Alfonso I de Braganza \| \| \| \| \| \| \| \| \| \| \| \| \| \| \| \| \| \| \| \| \| \| \| \| \| \| \| \| \| \| \| \| \| \| \| \| \| \| \| \| \| \| \| \| \| \| \| \| \| \| \| \| \| \| 15. Isabel de Barcelos \| \| \| \| \| \| \| \| \| \| \| \| \| \| \| \| \| \| \| \| \| \| \| \| \| \| \| \| \| \| \| \| \| \| \| \| \| \| \| \| \| \| \| \| \| \| \| \| \| \| \| \| \| \| 31. Beatriz Pereira de Alvim \| \| \| \| \| \| \| \| \| \| \| \| \| \| \| \| \| \| \| \| \| \| \| \| \| \| \| \| \| \| \| \| \| \| \| \| \| \| \| \| \| \| \| \| \| \| \| \| \| \| \| \| |                                  |  |  |  |  |  |  |  |  |  |  |  |  |  |  |  |
| |                                  |  |  |  |  |  |  |  |  |  |  |  |  |  |  |  |
| | 16. Juan I de Castilla           |  |  |  |  |  |  |  |  |  |  |  |  |  |  |  |
| |                                  |  |  |  |  |  |  |  |  |  |  |  |  |  |  |  |
| |                                  |  |  |  |  |  |  |  |  |  |  |  |  |  |  |  |
| | 8. Fernando I de Aragón          |  |  |  |  |  |  |  |  |  |  |  |  |  |  |  |
| |                                  |  |  |  |  |  |  |  |  |  |  |  |  |  |  |  |
| |                                  |  |  |  |  |  |  |  |  |  |  |  |  |  |  |  |
| | 17. Leonor de Aragón             |  |  |  |  |  |  |  |  |  |  |  |  |  |  |  |
| |                                  |  |  |  |  |  |  |  |  |  |  |  |  |  |  |  |
| |                                  |  |  |  |  |  |  |  |  |  |  |  |  |  |  |  |
| | 4. Juan II de Aragón             |  |  |  |  |  |  |  |  |  |  |  |  |  |  |  |
| |                                  |  |  |  |  |  |  |  |  |  |  |  |  |  |  |  |
| |                                  |  |  |  |  |  |  |  |  |  |  |  |  |  |  |  |
| | 18. Sancho de Castilla           |  |  |  |  |  |  |  |  |  |  |  |  |  |  |  |
| |                                  |  |  |  |  |  |  |  |  |  |  |  |  |  |  |  |
| |                                  |  |  |  |  |  |  |  |  |  |  |  |  |  |  |  |
| | 9. Leonor de Alburquerque        |  |  |  |  |  |  |  |  |  |  |  |  |  |  |  |
| |                                  |  |  |  |  |  |  |  |  |  |  |  |  |  |  |  |
| |                                  |  |  |  |  |  |  |  |  |  |  |  |  |  |  |  |
| | 19. Beatriz de Portugal          |  |  |  |  |  |  |  |  |  |  |  |  |  |  |  |
| |                                  |  |  |  |  |  |  |  |  |  |  |  |  |  |  |  |
| |                                  |  |  |  |  |  |  |  |  |  |  |  |  |  |  |  |
| | 2. Fernando II de Aragón         |  |  |  |  |  |  |  |  |  |  |  |  |  |  |  |
| |                                  |  |  |  |  |  |  |  |  |  |  |  |  |  |  |  |
| |                                  |  |  |  |  |  |  |  |  |  |  |  |  |  |  |  |
| | 20. Alfonso Enríquez de Castilla |  |  |  |  |  |  |  |  |  |  |  |  |  |  |  |
| |                                  |  |  |  |  |  |  |  |  |  |  |  |  |  |  |  |
| |                                  |  |  |  |  |  |  |  |  |  |  |  |  |  |  |  |
| | 10. Fadrique Enríquez            |  |  |  |  |  |  |  |  |  |  |  |  |  |  |  |
| |                                  |  |  |  |  |  |  |  |  |  |  |  |  |  |  |  |
| |                                  |  |  |  |  |  |  |  |  |  |  |  |  |  |  |  |
| | 21. Juana de Mendoza             |  |  |  |  |  |  |  |  |  |  |  |  |  |  |  |
| |                                  |  |  |  |  |  |  |  |  |  |  |  |  |  |  |  |
| |                                  |  |  |  |  |  |  |  |  |  |  |  |  |  |  |  |
| | 5. Juana Enríquez                |  |  |  |  |  |  |  |  |  |  |  |  |  |  |  |
| |                                  |  |  |  |  |  |  |  |  |  |  |  |  |  |  |  |
| |                                  |  |  |  |  |  |  |  |  |  |  |  |  |  |  |  |
| | 22. Diego Fernández de Córdoba   |  |  |  |  |  |  |  |  |  |  |  |  |  |  |  |
| |                                  |  |  |  |  |  |  |  |  |  |  |  |  |  |  |  |
| |                                  |  |  |  |  |  |  |  |  |  |  |  |  |  |  |  |
| | 11. Marina Fernández de Córdoba  |  |  |  |  |  |  |  |  |  |  |  |  |  |  |  |
| |                                  |  |  |  |  |  |  |  |  |  |  |  |  |  |  |  |
| |                                  |  |  |  |  |  |  |  |  |  |  |  |  |  |  |  |
| | 23. Inés de Ayala                |  |  |  |  |  |  |  |  |  |  |  |  |  |  |  |
| |                                  |  |  |  |  |  |  |  |  |  |  |  |  |  |  |  |
| |                                  |  |  |  |  |  |  |  |  |  |  |  |  |  |  |  |
| | 1. Juana I de Castilla           |  |  |  |  |  |  |  |  |  |  |  |  |  |  |  |
| |                                  |  |  |  |  |  |  |  |  |  |  |  |  |  |  |  |
| |                                  |  |  |  |  |  |  |  |  |  |  |  |  |  |  |  |
| | 24. Juan I de Castilla (=16)     |  |  |  |  |  |  |  |  |  |  |  |  |  |  |  |
| |                                  |  |  |  |  |  |  |  |  |  |  |  |  |  |  |  |
| |                                  |  |  |  |  |  |  |  |  |  |  |  |  |  |  |  |
| | 12. Enrique III de Castilla      |  |  |  |  |  |  |  |  |  |  |  |  |  |  |  |
| |                                  |  |  |  |  |  |  |  |  |  |  |  |  |  |  |  |
| |                                  |  |  |  |  |  |  |  |  |  |  |  |  |  |  |  |
| | 25. Leonor de Aragón (=17)       |  |  |  |  |  |  |  |  |  |  |  |  |  |  |  |
| |                                  |  |  |  |  |  |  |  |  |  |  |  |  |  |  |  |
| |                                  |  |  |  |  |  |  |  |  |  |  |  |  |  |  |  |
| | 6. Juan II de Castilla           |  |  |  |  |  |  |  |  |  |  |  |  |  |  |  |
| |                                  |  |  |  |  |  |  |  |  |  |  |  |  |  |  |  |
| |                                  |  |  |  |  |  |  |  |  |  |  |  |  |  |  |  |
| | 26. Juan de Gante                |  |  |  |  |  |  |  |  |  |  |  |  |  |  |  |
| |                                  |  |  |  |  |  |  |  |  |  |  |  |  |  |  |  |
| |                                  |  |  |  |  |  |  |  |  |  |  |  |  |  |  |  |
| | 13. Catalina de Lancáster        |  |  |  |  |  |  |  |  |  |  |  |  |  |  |  |
| |                                  |  |  |  |  |  |  |  |  |  |  |  |  |  |  |  |
| |                                  |  |  |  |  |  |  |  |  |  |  |  |  |  |  |  |
| | 27. Constanza de Castilla        |  |  |  |  |  |  |  |  |  |  |  |  |  |  |  |
| |                                  |  |  |  |  |  |  |  |  |  |  |  |  |  |  |  |
| |                                  |  |  |  |  |  |  |  |  |  |  |  |  |  |  |  |
| | 3. Isabel I de Castilla          |  |  |  |  |  |  |  |  |  |  |  |  |  |  |  |
| |                                  |  |  |  |  |  |  |  |  |  |  |  |  |  |  |  |
| |                                  |  |  |  |  |  |  |  |  |  |  |  |  |  |  |  |
| | 28. Juan I de Portugal           |  |  |  |  |  |  |  |  |  |  |  |  |  |  |  |
| |                                  |  |  |  |  |  |  |  |  |  |  |  |  |  |  |  |
| |                                  |  |  |  |  |  |  |  |  |  |  |  |  |  |  |  |
| | 14. Juan de Portugal             |  |  |  |  |  |  |  |  |  |  |  |  |  |  |  |
| |                                  |  |  |  |  |  |  |  |  |  |  |  |  |  |  |  |
| |                                  |  |  |  |  |  |  |  |  |  |  |  |  |  |  |  |
| | 29. Felipa de Lancaster          |  |  |  |  |  |  |  |  |  |  |  |  |  |  |  |
| |                                  |  |  |  |  |  |  |  |  |  |  |  |  |  |  |  |
| |                                  |  |  |  |  |  |  |  |  |  |  |  |  |  |  |  |
| | 7. Isabel de Portugal            |  |  |  |  |  |  |  |  |  |  |  |  |  |  |  |
| |                                  |  |  |  |  |  |  |  |  |  |  |  |  |  |  |  |
| |                                  |  |  |  |  |  |  |  |  |  |  |  |  |  |  |  |
| | 30. Alfonso I de Braganza        |  |  |  |  |  |  |  |  |  |  |  |  |  |  |  |
| |                                  |  |  |  |  |  |  |  |  |  |  |  |  |  |  |  |
| |                                  |  |  |  |  |  |  |  |  |  |  |  |  |  |  |  |
| | 15. Isabel de Barcelos           |  |  |  |  |  |  |  |  |  |  |  |  |  |  |  |
| |                                  |  |  |  |  |  |  |  |  |  |  |  |  |  |  |  |
| |                                  |  |  |  |  |  |  |  |  |  |  |  |  |  |  |  |
| | 31. Beatriz Pereira de Alvim     |  |  |  |  |  |  |  |  |  |  |  |  |  |  |  |
| |                                  |  |  |  |  |  |  |  |  |  |  |  |  |  |  |  |
| |                                  |  |  |  |  |  |  |  |  |  |  |  |  |  |  |  |

## Descendencia
Con su esposo Felipe I el Hermoso tuvo seis hijos:
- Leonor (1498-1558), reina consorte de Portugal, siendo la tercera esposa de Manuel I de Portugal. A la muerte de este contrajo matrimonio con Francisco I de Francia;
- Carlos (1500-1558), rey de España (1516-1556), con el nombre de Carlos I, y emperador del Sacro Imperio (1519-1558) con el nombre de Carlos V;
- Isabel (1501-1526), reina consorte de Dinamarca, Suecia y Noruega (Unión de Kalmar), esposa de Cristián II.
- Fernando (1503-1564), emperador del Sacro Imperio, con el nombre de Fernando I, al suceder a su hermano Carlos. Así se crearon la línea austriaca y española de los Habsburgo;
- María (1505-1558), reina consorte de Hungría y Bohemia, esposa de Luis II y a la muerte de este, gobernadora de los Países Bajos;
- Catalina (1507-1578), fue reina consorte de Portugal, casada con Juan III, y abuela del rey Sebastián I de Portugal.

## Títulos
| Predecesor: Miguel de la Paz | Princesa de Asturias 1502-1504                                                                                            | Sucesor: Carlos de Austria |
| Predecesor: Miguel de la Paz | Princesa de Gerona 1502-1516                                                                                              | Sucesor: Felipe de Austria |
| Predecesora: Isabel I        | Reina de Castilla de manera nominal desde 1506 junto a Felipe I en 1506 y Carlos I desde 1516 1504-1555                   | Sucesor: Carlos I          |
| Predecesor: Fernando I       | Reina de Navarra de manera nominal junto a Carlos IV 1516-1555                                                            | Sucesor: Carlos IV         |
| Predecesor: Fernando II      | Reina de Aragón, Mallorca, Sicilia, Cerdeña y Valencia, Condesa de Barcelona de manera nominal junto a Carlos I 1516-1555 | Sucesor: Carlos I          |
| Predecesor: Fernando III     | Reina de Nápoles de manera nominal junto a Carlos IV 1516-1554                                                            | Sucesor: Felipe I          |